# Turol
Turol és un antic poble de l'actual terme comunal d'Orellà, a la comarca del Conflent, a la Catalunya del Nord.
És a ponent d'Orellà, i també de Guixà, a prop i al nord de la Casa Forestal que hi ha a la carretera D - 4.